# Campionati europei di tuffi 2017 - Trampolino 3 metri sincro maschile
Il concorso dei tuffi dal trampolino 3 metri sincro maschile ai campionati europei di tuffi di Kiev 2017 si è svolta il 17 giugno 2017, vi hanno preso parte 24 atleti di 12 nazioni distinte.

## Medaglie
| Posizione | Atleti                          | Paese         |
| --------- | ------------------------------- | ------------- |
| Oro       | Il'ja Zacharov Evgenij Kuznecov | Russia        |
| Argento   | Illja Kvaša Oleh Kolodij        | Ucraina       |
| Bronzo    | Freddie Woodward James Heatly   | Gran Bretagna |

## Risultati
| Class | Tuffatori                                      | Nazionalità   | Finale | Finale |
| Class | Tuffatori                                      | Nazionalità   | Punti  | Class  |
| ----- | ---------------------------------------------- | ------------- | ------ | ------ |
|       | Il'ja Zacharov Evgenij Kuznecov                | Russia        | 427.71 | 1      |
|       | Illja Kvaša Oleh Kolodij                       | Ucraina       | 426.96 | 2      |
|       | Freddie Woodward James Heatly                  | Gran Bretagna | 395.61 | 3      |
| 4     | Patrick Hausding Stephan Feck                  | Germania      | 393.39 | 4      |
| 5     | Lorenzo Marsaglia Gabriele Auber               | Italia        | 374.88 | 5      |
| 6     | Guillaume Dutoit Simon Rieckhoff               | Svizzera      | 359.22 | 6      |
| 7     | Kacper Lesiak Andrzej Rzeszutek                | Polonia       | 357.66 | 7      |
| 8     | Nicolás García Boissier Hector García Boissier | Spagna        | 353.82 | 8      |
| 9     | Fabian Brandl Constantin Blaha                 | Austria       | 335.04 | 9      |
| 10    | Antoine Catel Matthieu Rosset                  | Francia       | 333.18 | 10     |
| 11    | Jaŭhen Karalëŭ Mikita Tkačoŭ                   | Bielorussia   | 321.69 | 11     |
| 12    | Sandro Melikidze Tornike Onikashvili           | Georgia       | 303.42 | 12     |